# J’aime la vie
J’aime la vie ist ein Lied der belgischen Sängerin Sandra Kim. Es ist der belgische Beitrag und der Siegertitel des Eurovision Song Contest 1986. Es ist der einzige belgische Siegerbeitrag, Sandra Kim ist die jüngste ESC-Gewinnerin.

## Hintergrund
Der Song wurde von Jean Paul Furnémont und Angelo Crisci geschrieben, mit einem Text von Marino Atria. Dirigent war Jo Carlier. Der Song ist in französischer Sprache verfasst. Die Sängerin berichtet von Menschen, die sie mit gebeugtem Rücken sieht, sie als Fünfzehnjährige liebe jedoch das Leben. Im Vergleich mit Jacques Brel oder Wolfgang Amadeus Mozart fühle sie sich klein, aber wenn sie die Menschen zum Lächeln brächte, halte ihre Freude für immer an.
Der Song erschien auch in englischer und italienischer Sprache, wobei es in englischer Sprache zwei Versionen gibt, eine mit dem Originaltitel und eine als Crazy of Life.

## Eurovision Song Contest
Am 3. Mai 1986 fand der Eurovision Song Contest in der Grieghalle in Bergen, Norwegen statt. Kim sang J'aime la vie an 13. Stelle, nach You Can Count on Me von Luv Bug aus Irland und vor Über die Brücke geh'n von Ingrid Peters aus Deutschland. Obwohl Sandra Kim von sich als Fünfzehnjährige singt, wurde später nachgewiesen, dass sie zum Zeitpunkt der Teilnahme erst 13 Jahre alt war.
Am Ende der Abstimmung hatte das Lied 176 Punkte erhalten und erreichte den ersten Platz. Der Titel erhielt Punkte von jeder Jury.

## Chartplatzierungen
| ChartsChartplatzierungen | Höchstplatzierung | Wochen |
| ------------------------ | ----------------- | ------ |
| Belgien (Ultratop)       | 1 (16 Wo.)        | 16     |
| Deutschland (GfK)        | 50 (6 Wo.)        | 6      |
| Österreich (Ö3)          | 6 (12 Wo.)        | 12     |
| Schweiz (IFPI)           | 29 (2 Wo.)        | 2      |